# Japán labdarúgó-bajnokság (első osztály)
A J. League Division 1 (Jリーグ・ディビジョン1; Hepburn: J Rīgu Dibijon1) vagy a J1 League (J1リーグ; Hepburn: J1 Rīgu) a Japán Profi Futball Bajnokság (日本プロサッカーリーグ; Hepburn: Nippon Puro Sakkā Rīgu) legfelsőbb osztályának elnevezése. Az egyik legsikeresebb bajnokság az ázsiai klubfutballban, és az egyedüli bajnokság, mely kiérdemelte az "A" címet az AFC-től. A második osztály elnevezése a J. League Division 2.
A magyarországi és európai televíziós jogokkal az Eurosport 2 rendelkezik.

## Története

### J1 szakaszai

#### A profi bajnokság előtt (1992 és korábban)
A J. League indulása előtt a legmagasabb szintű klubfutball csak amatőr csapatokkal zajlott a Japan Soccer League-ben (JSL). Bár a 60-as, 70-es években a bajnokság látogatottsága robbanásszerű volt (a nemzeti válogatott 1968-ban bronzérmet szerzett a Mexikói Olimpián), azonban a világ futballjával párhuzamosan csökkenő tendenciát mutatott a bajnokság nézettsége. Mivel a válogatott teljesítménye elmaradt Ázsia legnagyobb nemzeti csapataiétól, a bajnokság kevés nézőt tudott kicsalogatni a helyszínre és a stadionok elmaradott állapota miatt a Japán labdarúgó-szövetség úgy döntött, hogy elindítja a profi bajnokságot.
A profi szövetségi labdarúgó bajnokság, a J. League első osztálya a nyolc korábbi JSL első osztályú csapatával, és egy másodosztályúval indult 1992-ben. Továbbá csatlakozott hozzájuk az újonnan alakult Simizu S-Pulse is.
A JSL átalakult félprofi ligává, és a nevét is megváltoztatták Japan Football League-re. Bár a J. League hivatalosan nem indult el egészen 1993-ig. Hogy felkészüljenek az új szezonra, még 1992-ben megrendezték a Yamazaki Nabisco Kupát a fenti tíz résztvevővel.

#### A J. League születése és népszerűvé válása (1993–1995)
A J. League hivatalosan 1993. május 15-én indult. Az első meccsen a Verdy Kawasaki (ma: Tokyo Verdy) játszott a vendég Jokohama Marinos (jelenleg: Jokohama F. Marinos) csapatával a Kasumigaoka Nemzeti Stadionban.

#### Indulása után (1996–1999)
Az első három év sikerei ellenére 1996 elejére a bajnokság látogatottsága erősen visszaesett. Míg 1994-ben több mint 19 ezer fő volt, 1997-ben az átlagnézőszám 10 131 főre csökkent.

#### A létesítmények és a játéklebonyolítás változásai (1999–2004)
A Japán labdarúgó-szövetség azt vélelmezte, hogy rossz irányba halad a japán futball jövője. Hogy megoldják a problémákat, a szövetség két új megoldást talált.
Az első, hogy bejelentették a J. League Száz Éves Programját, melynek célja, hogy a bajnokság 100. évfordulóján (2092) már 100 profi klub működjön. A program ösztönzi a klubokat, hogy ne csak a futballt, hanem a labdarúgáson kívüli sportágakat és az egészséges életmódot is népszerűsítsék, illetve már az amatőr szintektől kezdve gyűjtsenek helyi szponzorokat, valamint jó kapcsolatokat építsenek ki a városrészükkel. A szövetség hitvallása szerint ennek köszönhetően a klubok összehozzák a hozzájuk tartozó városokat és falvakat, támogatást nyernek a helyi önkormányzatoktól, cégektől és a lakosságtól. Magyarul a klubok inkább helyiekre tudnak támaszkodni, mint a főbb nemzeti szponzorokra.
Másodszor, a bajnokság felépítése nagyban megváltozott 1999-ben. A bajnokság tovább bővült 9 klubbal a félprofi JFL ligából, és egy klubbal a J. League-ből. Ennek célja az volt, hogy átalakítsák a bajnokságot két osztályos rendszerré. A felsőház lett a J. League Division 1 (J1) 16 csapattal, míg az újonnan alakult másodosztályt, a J. League Division 2 (J2)-t 10 csapattal indították el. A korábbi másodosztály, a Japan Football League (JFL) harmadosztályként működött tovább.
Továbbá, 2004-ig (az 1996-os szezont kivéve), a J1 két részre lett bontva. Minden teljes szezon végén, a bajnokcsapat a két félszezonból rájátszást játszott, hogy eldőljön a bajnokság végeredménye. A Júbilo Ivata (2002-ben) és a Jokohama F. Marinos (2004-ben) mindkét félszezont megnyerte, így nem volt szükség rájátszásra. Részben emiatt, ezt a típusú fél-szezonos bajnokságot eltörölték a 2005-ös idénytől.

#### Európai lebonyolítási rendszer és az Ázsiai Bajnokok Ligája (2005–2008)
Hasonlóan az európai bajnokságrendszerekhez, a korábbi 16-ossal szemben, a 2005-ös szezontól a J. League első osztálya 18 csapatossá vált. A kieső csapatok száma kettőről 2,5-re nőtt, így az első osztály alulról harmadik csapata bennmaradási rangadót vívott a másodosztály feltörekvő harmadik helyezettjével. Azóta a felsőház kisebb változásokkal állandósult.
Az első években a japán csapatok nem vették komolyan az Ázsiai Bajnokok Ligáját, részben az ellenfelek, részben a nagy távolságok miatt. Azonban a 2008-as kiírásban már 3 japán csapat is bejutott a negyeddöntőbe.
Az utóbbi években, az Ausztrál liga bekerült a Kelet-ázsiai régióba, a FIFA Klubvilágbajnokság bevezetésre került, az Ázsiai kontinens eladhatósága növekedett, ezért mind a szövetségek, mind a csapatok több figyelmet fordítanak az ázsiai bajnokságra. Például a Kavaszaki Frontale jelentős szurkolói tábort épített ki Hong-Kongban, amely aktívan részt vett az Ázsiai Bajnokok Ligájában a 2007-es szezonban. Folyamatos erőfeszítések vezettek az Urawa Red Diamonds 2007-es és az Gamba Oszaka sikereihez 2008-ban. Hála a kiváló szövetségi vezetésnek és az Ázsiai Bajnokok Ligájában való versengésnek, az Ázsiai Labdarúgó-szövetség kitüntette a J. League-t a legmagasabb szintű bajnokság címével, ennek köszönhetően 4 csapat juthat ki a 2009-es szezontól kezdve az ázsiai porondra. A szövetség megragadta a lehetőséget, hogy a televíziós jogokat külföldi országokban is értékesítse.
Szintén a 2008-as idénytől a Császár Kupa győztese is részt vehet a következő Ázsiai BL-ben, ahelyett, hogy várna egy teljes évet (például a 2005-ös Császár Kupa győztese a Tokyo Verdy a 2007-es Ázsiai Bajnokok Ligájában indult a 2006-os év helyett). Hogy kiküszöböljék ezt az 1 éves csúszást, a 2007-es Császár Kupa győztes Kashima Antlers-t lemondatták az indulás jogáról. Ettől függetlenül a csapat részt vehetett a 2009-es ACL-ben, mivel megnyerte a 2008-as nemzeti bajnokságot.

#### Jelene (2009–2013)
Három főbb változtatás lépett életbe a 2009-es idénytől. Az első, hogy ettől a szezontól kezdve négy klub indult az Ázsiai Bajnokok Ligájában. Másodszor, a kieső helyek száma háromra nőtt. Végül, az Ázsiai Labdarúgó Szövetség bevezette az ázsiai játékos kötelező helyet. Minden klub négy külföldi játékost tarthat, azonban ebből egynek egy olyan ázsiai játékosnak kell lenni, aki az AFC országaiból való. Ezen felül, mivel a Ázsiai Labdarúgó Szövetséghez tartozik, megszületett a J. League Klub Licenc 2012-ben, melynek egy pontja szerint az alsóbb osztályból feljutási jogot szerzett csapat eldöntheti, hogy marad-e a saját osztályában vagy továbblép. További módosítások nem történtek a J. League első osztályában, a csapatok száma továbbra is 18 maradt.

#### Jövője (2015–)
A 2015-ös idénytől kezdve a J. League megint kétcsoportos mini-bajnoksággá változik (mint legutoljára 2004-ben), melynek során a mindkét félszezon első helyezettje játszik majd a másik félszezon üldözőivel. Ez a lebonyolítási forma lehetőséget ad arra, hogy a negyedik és azon felüli helyezettek is részt vehetnek a rájátszásban. A qualifying format will also ensure that teams who finish 4th or above can also enter this play-off stage. Hasonló ötleteket vetettek fel a szövetség ülésein már 2013 júniusában is.

### Idővonal
| Év   | Fontosabb események | J1 klubok száma | AFC-BL csapatok száma | Kieső csapatok száma |
| ---- | --- | --------------- | --------------------- | -------------------- |
| 1989 | - A Japán labdarúgó-szövetség felállítja a profi bajnokság értékelő bizottságát. |                 |                       |                      |
| 1990 | - A bizottság eldönti a profi klubok számára a feltételeket. - Tizenöt-húsz Japan Soccer League (másodosztályú) klub jelentkezik a profi bajnokság licencére. |                 |                       |                      |
| 1992 | - A profi bajnokság, a J. League megalapul a következő 10 csapattal: - Gamba Oszaka, JEF United Ichihara, Nagoja Grampus Eight, Sanfrecce Hirosima, Urawa Red Diamonds, Verdy Kavaszaki, Jokohama Flügels és a Jokohama Marinos (Korábbi JSL csapatok) - Kashima Antlers (A régi másodosztályból került fel) - Simizu S-Pulse (újonnan alakult, nem vállalati alapon működő klub). - A JSL másodosztályúvá válik. - A J. League első ligakupája tíz csapattal                                                           |                 |                       |                      |
| 1993 | - A J. League hivatalosan is elindul. | 10              |                       |                      |
| 1994 | - Feljut a Júbilo Ivata és a Bellmare Hiracuka a Japan Football League-ből. | 12              |                       |                      |
| 1995 | - Feljut a Cerezo Oszaka és a Kasiva Reysol a másodosztályból - Bevezetik a pontrendszert: a győzelem 3 pontot; a döntetlen, vagy büntetőpárbajból való vereség 1 pontot; a vereség 0 pontot ér. | 14              |                       |                      |
| 1996 | - Feljut a Kyoto Purple Sanga és a Avispa Fukuoka a másodosztályból. - A bajnokság egy szezonossá válik. - A J. League átlagnézőszáma negatív rekordot dönt: 10,131 fő. | 16              |                       |                      |
| 1997 | - Feljut a Vissel Kobe a másodosztályból. - A bajnokság ismét két félszezonossá válik. - Megváltozik a korábbi pontrendszer: a győzelem 3 pontot; 2 pontot a hosszabbítás utáni győzelem; 1 pontot a büntetőpárbajban elért győzelem és a vereség 0 pontot ér. | 17              |                       |                      |
| 1998 | - Feljut a Consadole Sapporo a másodosztályból. - Jokohama Flügels bejelenti, hogy az 1999-es idénytől beleolvadnak a városi rivális klub, a Jokohama Marinos-ba. - A szövetség meghirdeti a J. League Száz Éves Programját. - A szövetség bejelenti, hogy az 1999-es szezontól elindul a profi másodosztály. - Megrendezésre kerül a J. League továbblépési bajnoksága, melynek a tétje a bennmaradás. Consadole Sapporo az első klub, mely kiesett a másodosztályba.                                                  | 18              |                       |                      |
| 1999 | - A Jokohama Marinos összeolvad a Jokohama Flügels-szel. A csapat új neve: Jokohama F. Marinos - A büntetőpárbajt eltörlik a mindkét osztályból, bár az aranygól szabály megmarad. - A pontrendszer újból megváltozik: a győzelem 3 pontot, a hosszabbításban megszerzett győzelem 2, míg a döntetlen 1 pontot ér. - A korábbi Japan Football League-t is átalakítják, így ez lesz a harmadosztály. Megjegyzés: Hogy megkülönböztessék az korábbi és az új JFL-t, az új JFL-t Nihon Football League-nek hívják japánul. | 16              |                       | 2                    |
| 2000 | | 16              |                       | 2                    |
| 2001 | | 16              |                       | 2                    |
| 2002 | | 16              | 2                     | 2                    |
| 2003 | - Megszüntetik a hosszabbítást az első osztályban és bevezetésre kerül a hagyományos 3-1-0 pontrendszer. | 16              | 2                     | 2                    |
| 2004 | - Nincs automatikus kiesés a szezonban, mivel 18 csapatosra bővül a bajnokság a rákövetkezendő idényben. - A kétcsoportos kiesési/továbbjutási rendszer kezdete. | 16              | 2                     | 0.5                  |
| 2005 | - J. League első osztálya 18 csapatosra bővül - Egyszezonos bajnokság lesz a J. League első osztálya. | 18              | 2                     | 2.5                  |
| 2006 | - Az idegenbeli gólok szabály alkalmazása a Yamazaki Nabisco Kupában és a kiesési/továbbjutási szakaszba. | 18              | 2                     | 2.5                  |
| 2007 | - A J. League bajnokai a következő két évben rendezőként kvalifikálja magát a FIFA-klubvilágbajnokságra. Megjegyzés: Ha egy japán klub nyeri az Ázsiai Bajnokok Ligáját, a rendezői jogot elveszti. - Urawa Red Diamonds az első japán klub, mely elhódította az Ázsiai Bajnokok Ligáját a 2002-es átnevezése óta. | 18              | 2                     | 2.5                  |
| 2008 | - Gamba Oszaka nyeri a 2008-as Ázsiai Bajnokok Ligáját, ez a második japán duplázás a AFC történetében. | 18              | 2 + 1                 | 2.5                  |
| 2009 | - Négy klub indul az AFC Bajnokok Ligájában. - A negyedik külföldi játékos szabály bevezetése. - A korábbi kiesési rendszert eltörlik, a 16. helyen álló klub automatikusan kiesik. | 18              | 4                     | 3                    |
| 2010 | | 18              | 4                     | 3                    |
| 2011 | - A J. League bajnokai a következő két évben ismét rendezőként kvalifikálja magát a FIFA-klubvilágbajnokságra. | 18              | 4                     | 3                    |

## Az élvonal helyzete a bajnokságban
| Szintje(i) | Bajnokság(ok)/osztály(ok)                                          |
| ---------- | ------------------------------------------------------------------ |
| I          | J. League Division 1 (J1) 18 klub                                  |
| II         | Japán labdarúgó-bajnokság (másodosztály) (J2) 22 klub              |
| III        | Japan Football League 18 klub                                      |
| IV/V       | 9 regionális japán bajnokság 122 klub                              |
| VI+        | 46 prefektúrai bajnokság és 4 Hokkaidó területi bajnokság sok klub |

Az 1999-es másodosztály bevezetésével a kiesés és a feljutás rendszere az európai mintát követi. A J1 utolsó két helyezettje és a J2 első két helyezettje mindenképpen osztályt vált. A 2004-es és a 2008-as idény között a harmadik másodosztályú klub rájátszást játszott a J1 16. helyezettjével. A 2009-es szezontól három klub számára jelent automatikus váltást. Mivel, hogy már nincs rájátszási sorozat, az előléptetés és a játékjog megszerzése attól függ, hogy a másodosztályi klub megfelel-e az élvonal követelményeinek. Ez általánosságban nem jelent akadályt, sőt, idáig még egyetlen olyan J2-es klub nem volt, amelyik nem kapta volna meg az indulási jogot.
A 2004-es szezonig a J1-es idény két részre volt bontva, amit egy bajnoki rájátszás követett a két félszezon bajnokcsapata között (kivéve az 1996-os idényt). Azonban a 2005-ös szezonban bővítették az élvonalt 18 csapatosra, és a lebonyolítási rendszere egyszezonosra változott. Jelenleg 18 klub verseng egymással körmérkőzések során (otthon és idegenben). 2008-as szezontól kezdve az első három helyezett és a Császár Kupa győztese Ázsiai Bajnokokok Ligája indulási lehetőséget szerez a következő idényre. Ha a Császár Kupa győztese szintén az első három helyezett között van, úgy automatikusan a negyedik helyezett kapja az indulási jogot. A 2009-es idénytől az utolsó három klub esik ki a másodosztályba.

## 2013-as szezon

### Bajnokság lebonyolítási szabályai (2013)
A 18 részt vevő klub körmérkőzést játszik egymással (otthon és idegenben), minden csapat összesen 34 meccset. A nyertes csapat 3 pontot érdemel a győzelemért, a döntetlenért 1-t, míg a vereségért 0 pontot kap. A csapatokat pontok szerint rangsorolják, azonos pontszám esetén az alábbiak szerint rangsorolnak:
- Gólkülönbség
- Rúgott gólok száma
- Egymás elleni eredmény
- Piros és sárga lapok száma

Szükséges esetben döntetlen születik. Ha azonban még így is eldöntetlen az első hely sorsa, úgy társ-bajnokot hirdetnek. Az első három klub indulási jogot szerez az Ázsiai Bajnokok Ligájába a következő idényre, míg az utolsó három kiesik a J2-be.
Pénzdíjazás (2011-es adatok)
- Első hely: 200,000,000 jen
- Második hely: 100,000,000 jen
- Harmadik hely: 80,000,000 jen
- Negyedik hely: 60,000,000 jen
- Ötödik hely 40,000,000 jen
- Hatodik hely: 20,000,000 jen
- Hetedik hely: 10,000,000 jen

### Részt vevő klubok (2013)
| Klub                | Csatlakozási év | Hozzátartozó városa(i)                       | Az első élvonalbeli idénye | Jelenlegi élvonalba kerülés éve | Utolsó bajnoki cím |
| ------------------- | --------------- | -------------------------------------------- | -------------------------- | ------------------------------- | ------------------ |
| Albirex Niigata     | 1999 (J2)       | Niigata & Szeiró, Niigata prefektúra         | 2004                       | 2004?                           | ?                  |
| Sónan Bellmare      | 1994            | Kanagava középső és déli városrésze, városai | 1972                       | 2013?                           | 1981               |
| Cerezo Oszaka       | 1995            | Oszaka, Oszaka prefektúra                    | 1965                       | 2010?                           | 1980               |
| FC Tokió            | 1999 (J2)       | Tokió                                        | 2000                       | 2012?                           | ?                  |
| Júbilo Ivata        | 1994            | Ivata, Sizuoka prefektúra                    | 1980                       | 1994?                           | 2002               |
| Kashima Antlers     | 1993            | Ibaraki prefektúra délnyugati városai        | 1985                       | 1993?                           | 2009               |
| Kasiva Reysol       | 1995            | Kasiva, Csiba prefektúra                     | 1965                       | 2011?                           | 2011               |
| Kavaszaki Frontale  | 1999 (J2)       | Kavaszaki, Kanagava                          | 1977                       | 2005?                           | ?                  |
| Nagoja Grampus      | 1993            | Nagoja, Aicsi prefektúra                     | 1973                       | 1990/91?                        | 2010               |
| Omiya Ardija        | 1999 (J2)       | Szaitama, Szaitama prefektúra                | 2005                       | 2005?                           | ?                  |
| Szagan Toszu        | 1999 (J2)       | Toszu, Szaga prefektúra                      | 2012                       | 2012?                           | ?                  |
| Sanfrecce Hirosima  | 1993            | Hirosima, Hirosima prefektúra                | 1965                       | 2009?                           | 2012               |
| Simizu S-Pulse      | 1993            | Shizuoka, Sizuoka prefektúra                 | 1993                       | 1993?                           | ?                  |
| Urawa Red Diamonds  | 1993            | Szaitama, Szaitama prefektúra                | 1965                       | 2001?                           | 2006               |
| Oita Trinita        | 1999 (J2)       | Óita prefektúra városai                      | 2003                       | 2013?                           | ?                  |
| Vegalta Sendai      | 1999 (J2)       | Szendai, Mijagi prefektúra                   | 2002                       | 2010?                           | ?                  |
| Ventforet Kofu      | 1999 (J2)       | Jamanasi prefektúra városai                  | 2006                       | 2013?                           | ?                  |
| Jokohama F. Marinos | 1993            | Jokohama és Jokoszuka, Kanagava prefektúra   | 1979                       | 1982?                           | 2004               |

Forrás:
- A rózsaszín háttér jelöli a legutóbb feljutott csapatokat a J. League másodosztályából.
- "Csatlakozási év" jelöli a klub J. League-hez való csatlakozási évet (Elsőosztály, kivéve ahol jelölve van (J2)).
- "Az első élvonalbeli idénye"-be, "Jelenlegi élvonalba kerülés éve"-be és "Utolsó bajnoki cím"-be beleértendő a korábbi Japan Soccer League első osztálya.

### Az élvonal stadionjai (2013)
| Albirex Niigata                  | Kashima Antlers          | Omiya Ardija             | Cerezo Oszaka            | Sónan Bellmare             | Jokohama F. Marinos           |
| -------------------------------- | ------------------------ | ------------------------ | ------------------------ | -------------------------- | ----------------------------- |
| Tohoku Denryoku Big Swan Stadium | Kashima Soccer Stadium   | NACK5 Stadium Omiya      | Kincho Stadium           | Sónan BMW Stadium Hiracuka | Nissan Stadium                |
| Befogadóképesség: 42 300         | Befogadóképesség: 40 728 | Befogadóképesség: 15 300 | Befogadóképesség: 20 500 | Befogadóképesség: 18 500   | Befogadóképesség: 72 370      |
|                                  |                          |                          |                          |                            |                               |
| Kavaszaki Frontale               | Oita Trinita             | Nagoja Grampus           | Júbilo Ivata             | Urava Red Diamonds         | Kasiva Reysol                 |
| Todoroki Athletics Stadium       | Ōita Bank Dome           | Mizuho Athletic Stadium  | Yamaha Stadium           | Saitama Stadium            | Hitacsi Kasiva Soccer Stadium |
| Befogadóképesség: 26 000         | Befogadóképesség: 40 000 | Befogadóképesség: 27 000 | Befogadóképesség: 15 165 | Befogadóképesség: 63 700   | Befogadóképesség: 15 900      |
|                                  |                          |                          |                          |                            |                               |
| Sagan Tosu                       | Sanfrecce Hirosima       | Simizu S-Pulse           | FC Tokió                 | Vegalta Sendai             | Ventforet Kofu                |
| Tosu Stadium                     | Hirosima Big Arch        | IAI Stadium              | Ajinomoto Stadium        | Yurtec Stadium Sendai      | Yamanashi Chuo Bank Stadium   |
| Befogadóképesség: 24 490         | Befogadóképesség: 50 000 | Befogadóképesség: 20 339 | Befogadóképesség: 50 100 | Befogadóképesség: 19 694   | Befogadóképesség: 17 000      |
|                                  |                          |                          |                          |                            |                               |

### Korábbi részt vevő csapatok
| Klub              | Csatlakozási év | Hozzátartozó városa(i)               | Az első élvonalbeli idénye | Jelenlegi élvonalba kerülés éve | Utolsó bajnoki cím | Jelenlegi osztály |
| ----------------- | --------------- | ------------------------------------ | -------------------------- | ------------------------------- | ------------------ | ----------------- |
| Avispa Fukuoka    | 1996            | Fukuoka, Fukuoka prefektúra          | 1996                       | 2011                            | —                  | Division 2        |
| Consadole Sapporo | 1998            | Szapporo, Hokkaidó prefektúra        | 1989/90                    | 2012                            | —                  | Division 2        |
| Gamba Oszaka      | 1993            | Szuita, Oszaka                       | 1986/87                    | 1988/89–2012                    | 2005               | Division 2        |
| JEF United Chiba  | 1993            | Csiba és Icshihara, Csiba prefektúra | 1965                       | 1965–2009                       | 1985/86            | Division 2        |
| Kyoto Sanga       | 1996            | Kiotó délnyugati városrésze          | 1996                       | 2008–2010                       | —                  | Division 2        |
| Montedio Yamagata | 1999 (J2)       | Jamagata prefektúra városai          | 2009                       | 2009–2011                       | —                  | Division 2        |
| Tokyo Verdy       | 1993            | Tokió                                | 1978                       | 2008                            | 1994               | Division 2        |
| Vissel Kobe       | 1997            | Kóbe, Hjógo prefektúra               | 1997                       | 2007–2012                       | —                  | Division 2        |
| Jokohama FC       | 2001 (J2)       | Jokohama, Kanagava prefektúra        | 2007                       | 2007                            | —                  | Division 2        |
| Jokohama Flügels  | 1993            | Jokohama, Kanagava prefektúra        | 1985/86                    | 1988/89–1998                    | —                  | Felbomlott        |

- A szürke háttér jelöli a legutóbb kiesett csapatokat a J. League első osztályából.
- "Csatlakozási év" jelöli a klub J. League-hez való csatlakozási évet (Elsőosztály, kivéve ahol jelölve van (J2)).
- "Az első élvonalbeli idénye"-be, "Jelenlegi élvonalba kerülés éve"-be és "Utolsó bajnoki cím"-be beleértendő a korábbi Japan Soccer League első osztálya.

## Bajnokság története

### Bajnokok
Két félszezonos szakasz (1993–2004)
Vastag jelöli a bajnokokat; † Egy félszezont nyert; ‡ Mindkét szakaszt megnyerte
| Év     | Első szakasz        | Második szakasz     |                     |
| ------ | ------------------- | ------------------- | ------------------- |
| 1993   | Kashima Antlers     | Verdy Kawasaki      |                     |
| 1994   | Sanfrecce Hirosima  | Verdy Kawasaki      |                     |
| 1995   | Jokohama Marinos    | Verdy Kawasaki      |                     |
| 1996 † | Kashima Antlers     | Kashima Antlers     | Kashima Antlers     |
| 1997   | Kashima Antlers     | Júbilo Ivata        |                     |
| 1998   | Júbilo Ivata        | Kashima Antlers     |                     |
| 1999   | Júbilo Ivata        | Simizu S-Pulse      |                     |
| 2000   | Jokohama F. Marinos | Kashima Antlers     |                     |
| 2001   | Júbilo Ivata        | Kashima Antlers     |                     |
| 2002 ‡ | Júbilo Ivata        | Júbilo Ivata        | Júbilo Ivata        |
| 2003 ‡ | Jokohama F. Marinos | Jokohama F. Marinos | Jokohama F. Marinos |
| 2004   | Jokohama F. Marinos | Urawa Red Diamonds  |                     |

Egyszezonos időszak (2005–2014)
| Év   | Bajnok             | Második helyezett   | Harmadik helyezett |
| ---- | ------------------ | ------------------- | ------------------ |
| 2005 | Gamba Oszaka       | Urawa Red Diamonds  | Kashima Antlers    |
| 2006 | Urawa Red Diamonds | Kavaszaki Frontale  | Gamba Oszaka       |
| 2007 | Kashima Antlers    | Urawa Red Diamonds  | Gamba Oszaka       |
| 2008 | Kashima Antlers    | Kavaszaki Frontale  | Nagoja Grampus     |
| 2009 | Kashima Antlers    | Kavaszaki Frontale  | Gamba Oszaka       |
| 2010 | Nagoja Grampus     | Gamba Oszaka        | Cerezo Oszaka      |
| 2011 | Kasiva Reysol      | Nagoja Grampus      | Gamba Oszaka       |
| 2012 | Sanfrecce Hirosima | Vegalta Sendai      | Urawa Red Diamonds |
| 2013 | Sanfrecce Hirosima | Jokohama F. Marinos | Kavaszaki Frontale |
| 2014 | Gamba Oszaka       | Urawa Red Diamonds  | Kashima Antlers    |

Split-szezon időszak (2015–2016)
| Év   | Bajnok              | Második helyezett   | Harmadik helyezett |
| ---- | ------------------- | ------------------- | ------------------ |
| 2015 | Sanfrecce Hirosima‡ | Urava Red Diamonds† | Gamba Oszaka       |
| 2016 | Urava Red Diamonds‡ | Kavaszaki Frontale  | Kasima Antlers†    |

Egyszezonos időszak (2017–)
| Év   | Bajnok              | Második helyezett   | Harmadik helyezett |
| ---- | ------------------- | ------------------- | ------------------ |
| 2017 | Kavaszaki Frontale  | Kasima Antlers      | Cerezo Oszaka      |
| 2018 | Kavaszaki Frontale  | Sanfrecce Hirosima  | Kasima Antlers     |
| 2019 | Jokohama F. Marinos | FC Tokió            | Kasima Antlers     |
| 2020 | Kavaszaki Frontale  | Gamba Oszaka        | Nagoja Grampus     |
| 2021 | Kavaszaki Frontale  | Jokohama F. Marinos | Vissel Kobe        |
| 2022 | Jokohama F. Marinos | Kavaszaki Frontale  | Sanfrecce Hirosima |
| 2023 | Vissel Kobe         | Jokohama F. Marinos |                    |

A legsikeresebb csapatok
| Klub                | Bajnokok | Második helyezett | Bajnokok                                       | Második helyezett            |
| ------------------- | -------- | ----------------- | ---------------------------------------------- | ---------------------------- |
| Kashima Antlers     | 8        | 3                 | 1996, 1998, 2000, 2001, 2007, 2008, 2009, 2016 | 1993, 1997, 2017             |
| Jokohama F. Marinos | 5        | 5                 | 1995, 2003, 2004, 2019, 2022                   | 2000, 2002, 2013, 2021, 2023 |
| Kavaszaki Frontale  | 4        | 3                 | 2017, 2018, 2020, 2021                         | 2006, 2008, 2009, 2022       |
| Júbilo Ivata        | 3        | 3                 | 1997, 1999, 2002                               | 1998, 2001, 2003             |
| Sanfrecce Hirosima  | 3        | 2                 | 2012, 2013, 2015                               | 1994, 2018                   |
| Gamba Oszaka        | 2        | 3                 | 2005, 2015                                     | 2010, 2015, 2020             |
| Tokió Verdy         | 2        | 1                 | 1993, 1994                                     | 1995                         |
| Urawa Red Diamonds  | 1        | 5                 | 2006                                           | 2004, 2005, 2007, 2014, 2016 |
| Nagoja Grampus      | 1        | 2                 | 2010                                           | 1996, 2011                   |
| Kasiva Reysol       | 1        | 0                 | 2011                                           |                              |
| Simizu S-Pulse      | 0        | 1                 |                                                | 1999                         |
| Vegalta Sendai      | 0        | 1                 |                                                | 2012                         |
| FC Tokió            | 0        | 1                 |                                                | 2019                         |

### Kiesési történelem
Csak hét klub nem esett még ki soha az első osztályból. E hét klub közül a Kashima Antlers, a Jokohama F. Marinos, a Nagoja Grampus és a Simizu S-Pulse vett csak részt minden szezonban a bajnokság 1993-as kezdete óta. Az Albirex Niigata, Omiya Ardija és a Sagan Tosu a 2004-es, 2005-ös és a 2012-es feljutásuk óta vannak bent. A korábbi J. League klub, a Jokohama Flügels soha nem esett ki a bajnokságból a Jokohama Marinos-ba való 1999-es beleolvadásáig.
A Simizu S-Pulse a liga 1993-as indulásával egy időben alakult és azóta a J1-ben játszik. Az egyedüli klub, mely magának mondhatja azt a teljesítményt, hogy 44 év alatt sem esett ki egyik első osztályú ligából sem (JSL és a J. League), a JEF United Chiba, melynek rekordja 2009-es kiesésével szakadt meg.
1998-as szezon
A két osztályos profi bajnokság bevezetésével az első osztályú klubok számát lecsökkentették 18-ról 16-ra. Az 1998-as idény végén került megrendezésre a J. League Kiesési Bajnokság, melynek során eldőlt a két kieső hely sorsa.
Félszezonos időszak (1999–2004)
1999-től 2003-ig a két utolsó csapat esett ki a másodosztályba. Hogy átvezessék a szezont a félszezonos rendszerbe, összesített eredményekből határozták meg a két kiesőt. Ez azt a furcsa helyzetet eredményezte, hogy a bajnoki verseny esetében a nyerteseket a félszezon eredményeiből, míg a kiesőket az összesített eredményekből állapították meg.
A 2004-es szezon végén a J1 ismét 18 csapatosra bővült. Senki sem esett ki, azonban az utolsó helyezettnek (16.) rájátszást kellett játszania a másodosztály (J2) 3. helyezettjével. A 16. helyezett sorsa ismét az összesített tabellából derült ki, nem a félszezoni állásból.
Az egyszezonos időszak (2005–)
A következő 4 szezonban (2005 és 2008 között), a kieső csapatok száma két és félre nőtt, így az első osztály alulról harmadik csapata bennmaradási rangadót vívott a másodosztály feltörekvő harmadik helyezettjével.
2009 óta a kiesési rájátszást eltörölték, így három-három csapat vált osztályt.
Táblázat
| Év   | 15. hely            | 16. hely             | 17. hely                  | 18. hely                  |
| ---- | ------------------- | -------------------- | ------------------------- | ------------------------- |
| 1998 | JEF United Ichihara | Consadole Sapporo    | Vissel Kobe               | Avispa Fukuoka            |
| 1999 | Urawa Red Diamonds  | Bellmare Hiracuka    | Csak 16 csapat vett részt | Csak 16 csapat vett részt |
| 2000 | Kyoto Purple Sanga  | Kavaszaki Frontale   | Csak 16 csapat vett részt | Csak 16 csapat vett részt |
| 2001 | Avispa Fukuoka      | Cerezo Oszaka        | Csak 16 csapat vett részt | Csak 16 csapat vett részt |
| 2002 | Sanfrecce Hirosima  | Consadole Sapporo    | Csak 16 csapat vett részt | Csak 16 csapat vett részt |
| 2003 | Vegalta Sendai      | Kyoto Purple Sanga   | Csak 16 csapat vett részt | Csak 16 csapat vett részt |
| 2004 | Cerezo Oszaka       | Kasiva Reysol †      | Csak 16 csapat vett részt | Csak 16 csapat vett részt |
| 2005 | Simizu S-Pulse      | Kasiva Reysol ‡      | Tokió Verdy 1969          | Vissel Kobe               |
| 2006 | Ventforet Kofu      | Avispa Fukuoka ‡     | Cerezo Oszaka             | Kyoto Purple Sanga        |
| 2007 | Omiya Ardija        | Sanfrecce Hirosima ‡ | Ventforet Kofu            | Jokohama FC               |
| 2008 | JEF United Chiba    | Júbilo Ivata †       | Tokió Verdy               | Consadole Sapporo         |
| 2009 | Montedio Yamagata   | Kasiva Reysol        | Oita Trinita              | JEF United Chiba          |
| 2010 | Vissel Kobe         | FC Tokió             | Kyoto Sanga               | Sónan Bellmare            |
| 2011 | Urawa Red Diamonds  | Ventforet Kofu       | Avispa Fukuoka            | Montedio Yamagata         |
| 2012 | Albirex Niigata     | Vissel Kobe          | Gamba Oszaka              | Consadole Sapporo         |

* Vastag jelöli a kiesett csapatokat;
† Megnyerte a kiesési rájátszást;
‡ Elvesztette a rájátszást és kiesett

## További bajnokságok
Helyi bajnokságok
- Császár Kupa (1921–)
- JOMO All-Stars Soccer (1993–)
- XEROX Szuperkupa (1994–)
- Yamazaki Nabisco Kupa (1992–, kivéve 1995)

Nemzetközi bajnokságok
- FIFA-klubvilágbajnokság (2007–2008, 2011–2012)
- AFC-bajnokok ligája (1969, 1986/87-2002/03, 2004–)
- Suruga Bank Bajnokság (2008–)

## Az év J. League címei
Minden évben az alábbi kitüntetéseket adják át a J. League bajnokságban:
- Az Év Edzője
- Az Év Játékosa
- Az Év Újonca
- Az Év Válogatottja
- Gólkirály

### J. League 20. Évforduló Válogatottja
| Poszt       | Név                |
| ----------- | ------------------ |
| Kapus       | Kavagucsi Josikacu |
| Hátvéd      | Macuda Naoki       |
| Hátvéd      | Nakazava Júdzsi    |
| Hátvéd      | Ihara Maszami      |
| Középpályás | Endó Jaszuhito     |
| Középpályás | Nakata Hidetosi    |
| Középpályás | Nakamura Sunszuke  |
| Középpályás | Nanami Hirosi      |
| Csatár      | Miura Kazujosi     |
| Csatár      | Nakajama Maszasi   |
| Csatár      | Dragan Stojković   |

## Fordítás
Ez a szócikk részben vagy egészben a J. League Division 1 című angol Wikipédia-szócikk ezen változatának fordításán alapul.  Az eredeti cikk szerkesztőit annak laptörténete sorolja fel. Ez a jelzés csupán a megfogalmazás eredetét és a szerzői jogokat jelzi, nem szolgál a cikkben szereplő információk forrásmegjelöléseként.

Ez a szócikk részben vagy egészben a Jリーグ ディビジョン1 című japán Wikipédia-szócikk ezen változatának fordításán alapul.  Az eredeti cikk szerkesztőit annak laptörténete sorolja fel. Ez a jelzés csupán a megfogalmazás eredetét és a szerzői jogokat jelzi, nem szolgál a cikkben szereplő információk forrásmegjelöléseként.